# The Masked Singer (Vereinigtes Königreich)/Staffel 3
Die dritte Staffel der britischen Musikshow The Masked Singer wurde vom 1. Januar bis zum 12. Februar 2022 auf ITV ausgestrahlt. Moderiert wurde sie von Joel Dommett. Das Rateteam bestand neben mehreren Gastjuroren aus dem Komiker Mo Gilligan, der Moderatorin Davina McCall, der Sängerin Rita Ora und dem Moderator Jonathan Ross. Siegerin der dritten Staffel wurde Natalie Imbruglia als Panda.

## Rateteam
| Folge | Ständige Mitglieder | Ständige Mitglieder | Ständige Mitglieder | Ständige Mitglieder | Gastmitglied   |
| ----- | ------------------- | ------------------- | ------------------- | ------------------- | -------------- |
| 1     | Mo Gilligan         | Davina McCall       | Rita Ora            | Jonathan Ross       | —              |
| 2     | Mo Gilligan         | Davina McCall       | Rita Ora            | Jonathan Ross       | —              |
| 3     | Mo Gilligan         | Davina McCall       | Rita Ora            | Jonathan Ross       | —              |
| 4     | Mo Gilligan         | Davina McCall       | Rita Ora            | Jonathan Ross       | —              |
| 5     | Mo Gilligan         | Davina McCall       | Rita Ora            | Jonathan Ross       | —              |
| 6     | Mo Gilligan         | Davina McCall       | Rita Ora            | Jonathan Ross       | Olly Alexander |
| 7     | Mo Gilligan         | Davina McCall       | Rita Ora            | Jonathan Ross       | Joan Collins   |
| 8     | Mo Gilligan         | Davina McCall       | Rita Ora            | Jonathan Ross       | Joss Stone     |

## Teilnehmer
| Platz | Kostüm                       | Person            | Bekannt als              | Aus in Folge | Quelle |
| ----- | ---------------------------- | ----------------- | ------------------------ | ------------ | ------ |
| 1     | Panda                        | Natalie Imbruglia | Sängerin, Schauspielerin | 8            | [ 5 ]  |
| 2     | Mushroom (Pilz)              | Charlotte Church  | Sängerin                 | 8            | [ 6 ]  |
| 3     | Robobunny (Robohäschen)      | Mark Feehily      | Sänger                   | 8            | [ 7 ]  |
| 4     | Rockhopper (Felsenpinguin)   | Michelle Williams | Sängerin                 | 7            | [ 8 ]  |
| 5     | Traffic Cone (Leitkegel)     | Aled Jones        | Moderator, Sänger        | 7            | [ 9 ]  |
| 6     | Doughnuts (Donuts)           | Michael Owen      | Fußballspieler           | 6            | [ 10 ] |
| 7     | Firework (Feuerwerk)         | Jaime Winstone    | Schauspielerin           | 6            | [ 11 ] |
| 8     | Poodle (Pudel)               | Tom Chaplin       | Sänger                   | 5            | [ 12 ] |
| 9     | Bagpipes (Dudelsack)         | Pat Cash          | Tennisspieler            | 4            | [ 13 ] |
| 10    | Lionfish (Feuerfisch)        | Will Young        | Sänger                   | 3            | [ 14 ] |
| 11    | Snow Leopard (Schneeleopard) | Gloria Hunniford  | Moderatorin              | 2            | [ 15 ] |
| 12    | Chandelier (Kronleuchter)    | Heather Small     | Sängerin                 | 1            | [ 16 ] |

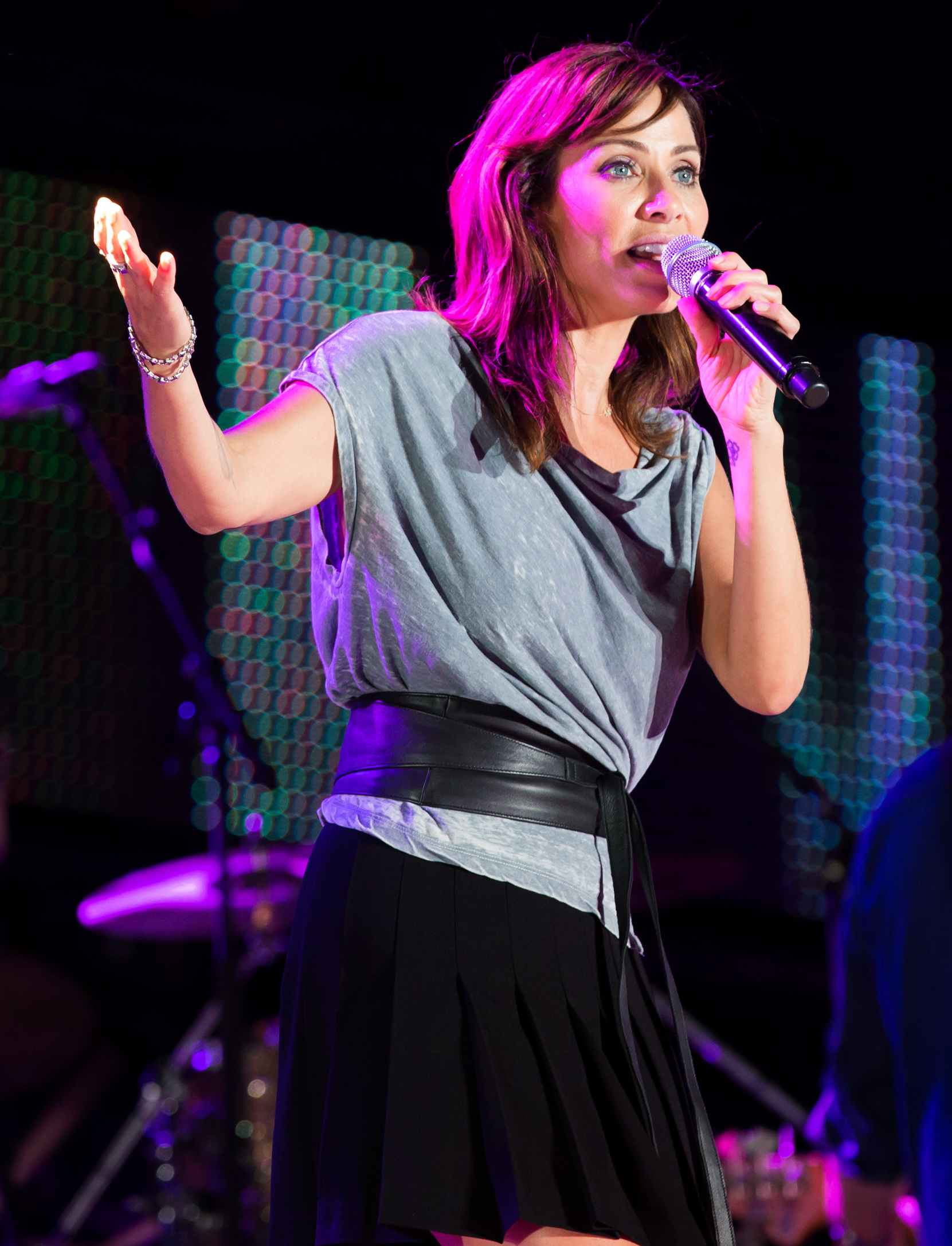
Natalie Imbruglia, Siegerin der dritten Staffel

Williams war vor ihrer Teilnahme als Butterfly Kandidatin der zweiten Staffel der US-amerikanischen Version von The Masked Singer, in der sie den siebten Platz erreichte.

## Folgen
|   | Kostüm     | Lied, Originalinterpret                                         | Ergebnis      |
| - | ---------- | --------------------------------------------------------------- | ------------- |
| 1 | Mushroom   | It’s Oh So Quiet – Betty Hutton                                 | Vielleicht    |
| 2 | Robobunny  | Saving All My Love for You – Marilyn McCoo & Billy Davis junior | Gewonnen      |
|   |            |                                                                 |               |
| 3 | Doughnuts  | Eye of the Tiger – Survivor                                     | Gewonnen      |
| 4 | Chandelier | Crazy – Willie Nelson                                           | Ausgeschieden |
|   |            |                                                                 |               |
| 5 | Lionfish   | Nessun dorma – Miguel Fleta                                     | Gewonnen      |
| 6 | Firework   | Domino – Jessie J                                               | Vielleicht    |

|   | Kostüm       | Lied, Originalinterpret                       | Ergebnis      |
| - | ------------ | --------------------------------------------- | ------------- |
| 1 | Rockhopper   | Higher Love – Steve Winwood                   | Vielleicht    |
| 2 | Traffic Cone | Never Gonna Give You Up – Rick Astley         | Gewonnen      |
|   |              |                                               |               |
| 3 | Poodle       | Rocket Man – Elton John                       | Gewonnen      |
| 4 | Snow Leopard | Big Spender – Helen Gallagher & Thelma Oliver | Ausgeschieden |
|   |              |                                               |               |
| 5 | Panda        | Levitating – Dua Lipa feat. DaBaby            | Gewonnen      |
| 6 | Bagpipes     | Song 2 – Blur                                 | Vielleicht    |

|          | Kostüm                   | Lied, Originalinterpret                               | Ergebnis      |
| -------- | ------------------------ | ----------------------------------------------------- | ------------- |
|          | Übrige Gruppenteilnehmer | Another Day of Sun – La La Land-Ensemble              | —             |
|          |                          |                                                       |               |
| 1        | Firework                 | Fame – Irene Cara                                     | Vielleicht    |
| 2        | Mushroom                 | There Are Worse Things I Could Do – Stockard Channing | Gewonnen      |
| 3        | Lionfish                 | I Will Always Love You – Dolly Parton                 | Vielleicht    |
| 4        | Doughnuts                | Spice Up Your Life – Spice Girls                      | Gewonnen      |
| 5        | Robobunny                | Shallow – Lady Gaga & Bradley Cooper                  | Gewonnen      |
| Sing-Off |                          |                                                       |               |
| 6        | Firework                 | Sex on Fire – Kings of Leon                           | Gewonnen      |
| 7        | Lionfish                 | Stop This Flame – Celeste                             | Ausgeschieden |

|          | Kostüm                   | Lied, Originalinterpret                        | Ergebnis      |
| -------- | ------------------------ | ---------------------------------------------- | ------------- |
|          | Übrige Gruppenteilnehmer | I Want It That Way – Backstreet Boys           | —             |
|          |                          |                                                |               |
| 1        | Poodle                   | What’s New Pussycat? – Tom Jones               | Vielleicht    |
| 2        | Rockhopper               | Love Is a Losing Game – Amy Winehouse          | Gewonnen      |
| 3        | Bagpipes                 | Teenage Dirtbag – Wheatus                      | Vielleicht    |
| 4        | Traffic Cone             | When She Loved Me – Sarah McLachlan            | Gewonnen      |
| 5        | Panda                    | Hot Stuff – Donna Summer                       | Gewonnen      |
| Sing-Off |                          |                                                |               |
| 6        | Poodle                   | Symphony – Clean Bandit feat. Zara Larsson     | Gewonnen      |
| 7        | Bagpipes                 | I Only Want to Be with You – Dusty Springfield | Ausgeschieden |

|   | Kostüm       | Lied, Originalinterpret                | Ergebnis      |
| - | ------------ | -------------------------------------- | ------------- |
| 1 | Robobunny    | Dynamite – BTS                         | Vielleicht    |
| 2 | Doughnuts    | Sweet Caroline – Neil Diamond          | Gewonnen      |
| 3 | Firework     | Kids – Robbie Williams & Kylie Minogue | Gewonnen      |
| 4 | Panda        | Story of My Life – One Direction       | Gewonnen      |
| 5 | Traffic Cone | Back for Good – Take That              | Gewonnen      |
| 6 | Mushroom     | Crazy – Gnarls Barkley                 | Gewonnen      |
| 7 | Poodle       | Unwritten – Natasha Bedingfield        | Ausgeschieden |
| 8 | Rockhopper   | Midnight Sky – Miley Cyrus             | Gewonnen      |

|   | Kostüm       | Lied, Originalinterpret                                           | Ergebnis      |
| - | ------------ | ----------------------------------------------------------------- | ------------- |
| 1 | Panda        | Blame It on the Boogie – Mick Jackson                             | Gewonnen      |
| 2 | Firework     | Waterloo – ABBA                                                   | Ausgeschieden |
| 3 | Rockhopper   | We Don’t Need Another Hero – Tina Turner                          | Vielleicht    |
| 4 | Doughnuts    | Everybody Get Up – Five                                           | Ausgeschieden |
| 5 | Traffic Cone | A Million Dreams – Ziv Zaifman & Hugh Jackman & Michelle Williams | Gewonnen      |
| 6 | Mushroom     | Stone Cold – Demi Lovato                                          | Gewonnen      |
| 7 | Robobunny    | The Music of the Night – Michael Crawford                         | Gewonnen      |

|                   | Kostüm       | Lied, Originalinterpret                                     | Ergebnis      |
| ----------------- | ------------ | ----------------------------------------------------------- | ------------- |
| 1                 | Traffic Cone | Escape (The Piña Colada Song) – Rupert Holmes               | Ausgeschieden |
| 2                 | Rockhopper   | Adore You – Harry Styles                                    | Gewonnen      |
| 3                 | Robobunny    | Over the Rainbow – Judy Garland                             | Gewonnen      |
| 4                 | Panda        | Karma Chameleon – Culture Club                              | Gewonnen      |
| 5                 | Mushroom     | Don’t Walk Away – Jade                                      | Gewonnen      |
| Zweiter Durchgang |              |                                                             |               |
| 6                 | Rockhopper   | Lovin’ You – Minnie Riperton                                | Ausgeschieden |
| 7                 | Robobunny    | Nothing Breaks Like a Heart – Mark Ronson feat. Miley Cyrus | Gewonnen      |
| 8                 | Panda        | Dancing on My Own – Robyn                                   | Gewonnen      |
| 9                 | Mushroom     | The Power of Love – Jennifer Rush                           | Gewonnen      |

|                   | Kostüm                 | Lied, Originalinterpret                                             | Ergebnis      |
| ----------------- | ---------------------- | ------------------------------------------------------------------- | ------------- |
|                   | Alle Staffelteilnehmer | The Edge of Glory – Lady Gaga                                       | —             |
|                   |                        |                                                                     |               |
| 1                 | Robobunny              | Run – Snow Patrol                                                   | —             |
| 2                 | Panda                  | Blank Space – Taylor Swift                                          | —             |
| 3                 | Mushroom               | Duo des fleurs – Marie van Zandt & Elisa Frandin                    | —             |
| Zweiter Durchgang |                        |                                                                     |               |
| 3                 | Robobunny & Queen Bee  | I Knew You Were Waiting (For Me) – Aretha Franklin & George Michael | Dritter Platz |
| 4                 | Panda & Hedgehog       | It Takes Two – Marvin Gaye & Kim Weston                             | Gewonnen      |
| 5                 | Mushroom & Robin       | We Found Love – Rihanna feat. Calvin Harris                         | Gewonnen      |
| Dritter Durchgang |                        |                                                                     |               |
| 6                 | Panda                  | Story of My Life – One Direction                                    | Gewinnerin    |
| 7                 | Mushroom               | Stone Cold – Demi Lovato                                            | Zweiter Platz |